# Kayamkulam
Kayamkulam es una ciudad y  municipio situada en el distrito de Alappuzha en el estado de Kerala (India). Su población es de 68634 habitantes (2011). Se encuentra a 100 km de Cochín y a 45 km de Alappuzha.

## Demografía
Según el censo de 2011 la población de Kayamkulam era de 68634 habitantes, de los cuales 32784 eran hombres y 35850 eran mujeres. Kayamkulam tiene una tasa media de alfabetización del 94,81%, superior a la media estatal del 94%: la alfabetización masculina es del 96,72%, y la alfabetización femenina del 93,10%.